# Contea di Bear Lake
La contea di Bear Lake (in inglese Bear Lake County) è una contea dello Stato dell'Idaho, negli Stati Uniti. La popolazione al censimento del 2000 era di 6 411 abitanti. Il capoluogo di contea è Paris.

## Geografia
La contea si trova nell'estremo sud-est dello Stato, sulle Montagne Rocciose. Il territorio è prevalentemente montagnoso, inframezzato dalle valli del Nounan e del Bear River, il fiume principale. Il Bear Lake si trova al confine con lo Utah. La contea ospita la Foresta nazionale di Caribou-Targhee.

### Contee confinanti
- Contea di Caribou - nord
- Contea di Lincoln (Wyoming) - est
- Contea di Rich (Utah) - sud
- Contea di Cache (Utah) - sud
- Contea di Franklin - ovest

## Storia
La contea fu creata nel 1875 e prende il nome dall'omonimo lago.

## Comuni

### Cities
- Bloomington
- Georgetown
- Montpelier
- Paris
- St. Charles

### Census-designated place
- Bennington